# Flughafen Prince George

i7
i11
i13
Der Flughafen Prince George ist der Regionalflughafen der Kleinstadt Prince George in der kanadischen Provinz British Columbia. Betreiber des Flughafens ist die Prince George Airport Authority. Er liegt in der Zeitzone UTC-8 (DST-7).
Der Flughafen ist ein Platz des National Airports Systems und befindet sich im Eigentum von Transport Canada. Betrieben wird er von der „Prince George Airport Authority“. Da der Platz durch Nav Canada als Airport of Entry klassifiziert ist und dort Beamte der Canada Border Services Agency (CBSA) stationiert sind, ist hier eine Einreise aus dem Ausland zulässig.

## Lage und Verkehrsanbindung
Der Flughafen Prince George liegt sechs Kilometer südöstlich des Stadtzentrums von Prince George. Der British Columbia Highway 16 verläuft nördlich des Flughafens, während der British Columbia Highway 97 südwestlich des Flughafens verläuft. Der Flughafen Prince George ist nicht in den Öffentlichen Personennahverkehr eingebunden, Fluggäste müssen auf Mietwagen, Taxis und ähnliche Angebote zurückgreifen.

## Flughafenanlagen

### Start- und Landebahnen

Flughafen Layout

Der Flughafen Prince George verfügt über drei Start- und Landebahnen. Die längste Start- und Landebahn trägt die Kennung 15/33, ist 3490 Meter lang und 46 Meter breit. Beim Anflug auf die Landebahn 15 stehen grundsätzlich Navigations- und Landehilfen wie NDB, VOR und ILS zur Verfügung. Die Start- und Landebahn 06/24 ist 1.715 Meter lang und ebenfalls 46 Meter breit. Die kürzeste Start- und Landebahn trägt die Kennung 01/19, ist 1149 Meter lang und 23 Meter breit. Sie wird häufig als Rollbahn genutzt. Alle Start- und Landebahnen sind mit einem Belag aus Asphalt ausgestattet.

### Passagierterminal
Der Flughafen Prince George verfügt über ein Passagierterminal. Es hat eine Grundfläche von 6.940 Quadratmetern und wurde zuletzt 2007 erweitert.

## Service
Am Flughafen sind folgende Flugbenzinsorten erhältlich:
- AvGas  (100LL)
- Kerosin (Jet B)

## Fluggesellschaften und Ziele
Der Prince George Airport wird von den Fluggesellschaften Air Canada Express, Central Mountain Air, Northern Thunderbird Air, Pacific Coastal Airlines und Westjet Airlines genutzt. Es werden vor allem Ziele im Westen Kanadas angeflogen. Saisonal fliegt Westjet Airlines außerdem Puerto Vallarta in Mexiko an.

## Verkehrszahlen
| Jahr | Fluggast-aufkommen | Flugbewegungen |
| ---- | ------------------ | -------------- |
| 2020 | 176.994            |                |
| 2019 | 496.714            |                |
| 2018 | 506.486            |                |
| 2017 | 499.125            | 40.511         |
| 2016 | 462.007            | 40.665         |
| 2015 | 470.849            | 45.230         |
| 2014 | 445.929            | 45.623         |
| 2013 | 426.709            | 39.517         |
| 2012 | 418.589            | 38.552         |
| 2011 | 402.438            | 40.492         |
| 2010 | 390.340            | 42.874         |
| 2009 | 376.030            | 39.372         |
| 2008 | 417.484            | 29.516         |
| 2007 | 407.300            | -              |
| 2006 | 394.407            | -              |
| 2005 | 376.289            | -              |
| 2004 | 340.397            | -              |
| 2003 | 339.858            | -              |
| 2002 | 325.522            | -              |
| 2001 | 362.087            | -              |
| 2000 | 393.397            | -              |
| 1999 | 352.866            | -              |
| 1998 | 323.030            | -              |
| 1997 | 312.303            | -              |
| 1996 | 304.481            | -              |
| 1995 | 284.342            | -              |
| 1994 | 272.298            | -              |
| 1993 | 240.723            | -              |
| 1992 | 243.266            | -              |
| 1991 | 241.413            | -              |
| 1990 | 280.726            | -              |
| 1989 | 243.912            | -              |